# Александр Пафлагонець
Александр Пафлагонець (грец. Ἀλέξανδρος ὁ Ἀβωνοτειχίτης; Абонотіх, Пафлагонія 150 н. е. — 170 н. е.) — давньоримський «псевдопророк», оракул, який грав на надіях простих людей, зцілював недужих і передрікав майбутнє, не цураючись шантажу. Чудова ілюстрація тогочасних релігійних тенденцій, а саме як нееллінська релігія та забобони, з плином часу все дужче вкорінювались на Заході. За даними Лукіана засновник культу Глікону. Розповідь Лукіана про його кар'єру, може здатися фіктивним джерелом, але знайдені монети, з зображенням Александра, викарбувані за часів Марка Аврелія і Луція Вера, надають докази про значний вплив Александра на тогочасну релігію. Також за словами Афінагора, статуя Александра стояла на форумі у місті Парій.

## Ранні роки
За походження Александр Пафлагонець — малоазійський грек з міста Абонотіх в Пафлагонії (сучасний Інеболу в Туреччині). За словами Лукіана, був статний, гарний чоловік:
Олександр був високий, красивий, в його обличчі було дійсно щось божественне, шкіра відрізнялася білизною, підборіддя було покрите рідкісною бородою; волосся Олександр носив накладне, надзвичайно майстерно підібравши його до свого, і більшість не підозрювало, що воно чуже. Його очі світилися сильним і натхненним блиском. Голос він мав дуже приємний і разом з тим звучний. Словом, Олександр був бездоганний, з якого боку на нього не подивитися.
Він відрізнявся не тільки природними даруваннями, але й гнучкістю і доступністю; був значно наділений здатністю до всіх наук. В молоді роки був учнем та спадкоємцем одного лікаря, тіанця за родом, з-поміж людей, близький до Аполлонія з Тіани й знав всі його уявлення, за словами Лукіана він також був самозванцем, той навчив виготовляти Александра ліки та отрути. Коли той помер, він переїхав до Македонії і почав мандрувати, обдурювати людей разом з одним візантійцем на прізвисько Коккон. Зрозумівши, що кожен відчуває пристрасне бажання і необхідність дізнатися майбутнє, вони хотіли розбагатіти передбаченнями. У минулі часи завдяки цьому піднялися Дельфи. Шахраї вирішили заснувати оракул. Успіх, напевно, перевершив їх очікування і розрахунки. Для більшого успіху вони купили дресовану змію.

## Повернення в Абонотіху
Александр хотів повернутися на батьківщину і дуже майстерно підготував собі там великий успіх. В одному з македонських храмів бога Аполлона, вони сховали мідні дощечки, які проголошували, що незабаром прибудуть в Абонотіх Асклепій разом зі своїм батьком Аполлоном. Ці дощечки з пророкуванням дуже легко поширилися по всій Віфінії і Понту, особливо ж в Абонотіху. Жителі негайно ухвалили побудувати храм, а Коккон помер від укусу змії. Повернувшись через довгий час на свою батьківщину при великій театральній постановці, Александр став відомим, прославився і став предметом подиву.

## Культ Глікону

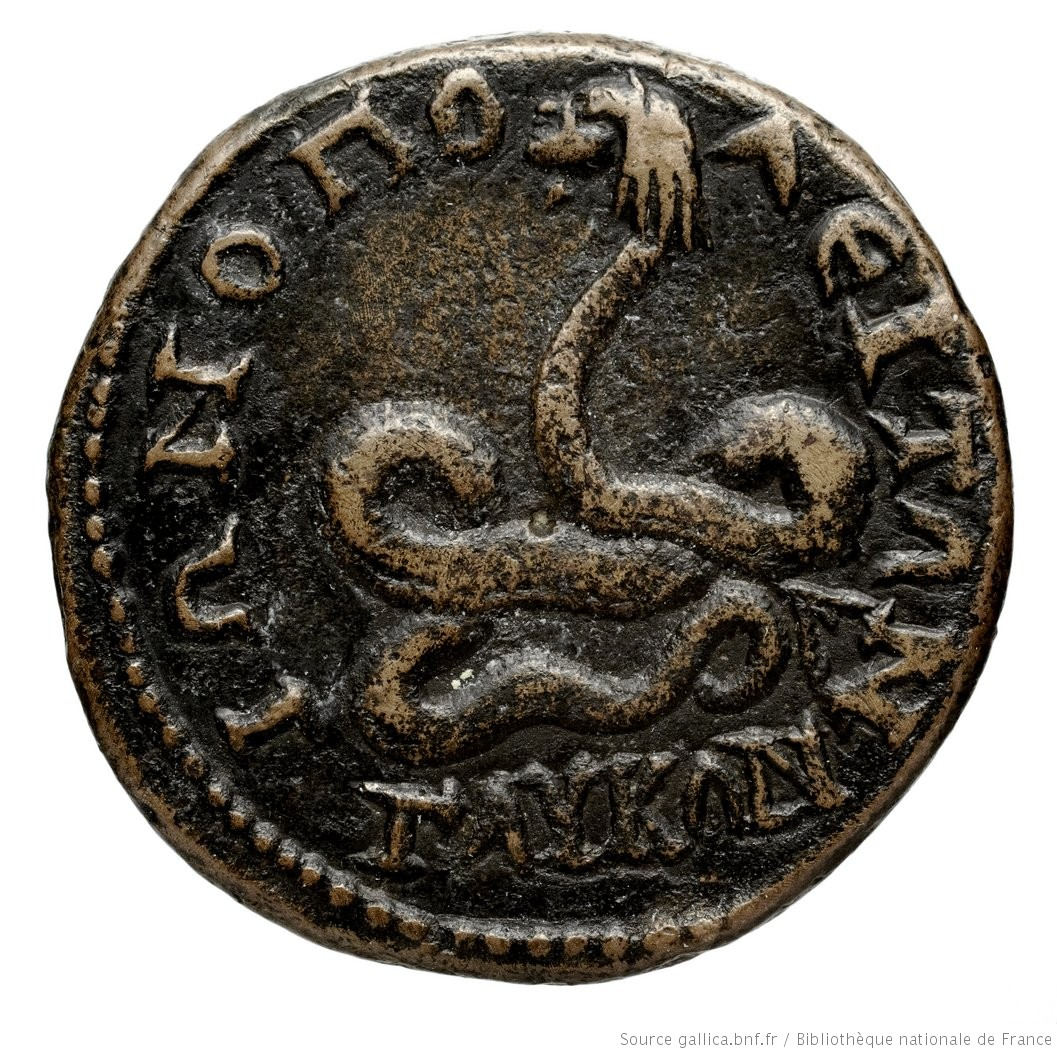
Бронзова монета, з зображенням Глікону, знайдена в Абонотейху.

Незадовго до 160 року нашої ери Олександр створив культ навколо поклоніння новому зміїному богу, Глікону. Після розіслав пророцтво, немов син Аполлона має бути знайдений в фундаменті храму Асклепія, у яйці, в яке невелика жива змія була поміщена заздалегідь. В епоху забобонів жоден народ не мав настільки велику репутацію довірливости, як пафлагонці, і Александр з легкістю переконав їх в пришестя бога під ім'ям Глікон. Велика ручна змія з фальшивою людською головою.
Олександр радив кожному написати на табличках, що він бажає або що він особисто хотів би знати, потім заклеїти їх воском. Шахрай сам брав таблички, він обіцяв, вислухавши відповідь бога, повернути таблички недоторканими, з приписаною відповіддю на питання. Придумавши різноманітні способи знімати віск, на численні питання, заданих оракулові відповідав Александр в метричних прогнозах, як вважав за потрібне. Він передбачав і пророкував з великим умінням, одним він давав двозначні відповіді, іншим — абсолютно незрозумілі: йому здавалося це цілком прийнятним для діяльности пророка. Одних він відмовляв, інших спонукав робити, ще іншим він давав лікарські поради і наказував вести певний спосіб життя, знаючи багато корисних ліків.
Глікон зображувався у вигляді змія з головою лева, був пов'язаний з культом Фортуни. Культ набув поширення в Римській імперії в II столітті, з середини II до середини III століття та так сильно, що його зображення з'являлося на монетах.

## Слава про його діяльність
Безсумнівно, слава про культ поширилася за межі Егейського моря.Вона дійшла до Марка Аврелія, що саме воював із маркоманами на Дунаї. Імператор порадився з ним щодо того, як виграти війну, і Олександр порадив йому кинути в Дунай двох левів: це забезпечить велику перемогу. Він послухався ясновидця, але велику перемогу здобули маркомани. Попри цю невдачу, Олександрова слава зростала й далі. Консул-суффект 146 року і на момент одруження проконсул Азії 160/161 року Публій Муммій Сізенна Рутіліан, вже радившись із ним у багатьох справах, нарешті попросив у нього ради, кого йому вибрати за дружину. Олександр, мав дочку, яку й віддав за дружину Рутіліанові, на останок той став захисником оракула. Його головні противники були епікурейці і християни. Шахрайські методи Олександри призвели до серйозного замаху на його життя.

## Смерть
Оскільки Александр був псевдопророком, про око він «напророкував» собі півтораста років і смерть від ураження блискавицею. Натомість він помер від гангрени в віці сімдесяти років.

## Олександр у сучасній науці
Наразі вчені описують Олександра як оракула, який вчинив обман, аби обдурити довірливих громадян, або як псевдопророка і шарлатана, який грав на надіях простих людей. Джерела кажуть, що він «робив передбачення, виявляв рабів-утікачів, виявляв злодіїв і грабіжників, зціляв хворих, а в деяких випадках навіть воскрешав мертвих». Соціолог Стівен А. Кент, в дослідженні тексту, порівнює Олександра Лукіана з «злоякісним Нарцисом» в сучасній психіатричній теорії, і передбачає, що «поведінка», описана Лукіаном «має паралелі з сучасними культовими лідерами». Аян Фрекелтон зазначив, принаймні поверхневу подібність між Олександром і Девідом Бергом, лідером сучасної релігійної групи «Діти Божі».